# Bahr el-Zeraf
Le Bahr el-Zeraf est un sous-affluent du Nil Blanc qui sillonne dans la région marécageuse du Sudd dans la partie centrale de la république du Soudan du Sud en Afrique de l'Est. Son nom signifie la « rivière aux girafes ».

## Cours
Le Bahr el-Zeraf se forme dans les zones humides méridionale du Sudd en tant qu'affluent   du Bahr el-Ghebel ("la rivière de la montagne"), un affluent du Nil Blanc. Il coule vers le nord sur près de 240 kilomètres avant de rejoindre le Nil Blanc à 56 kilomètres en amont de la ville de Malakal.